# Christentum im Iran

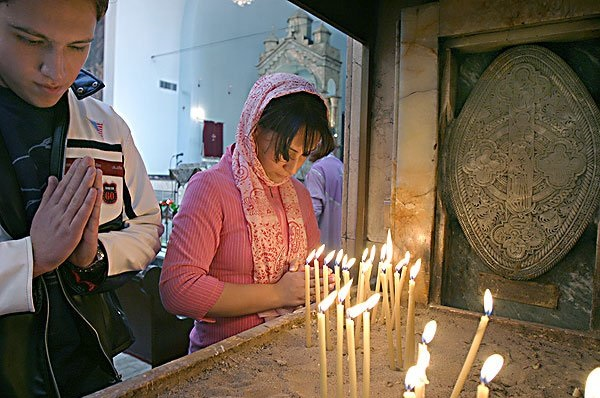
Gebet vor Weihnachtskerzen, St. Sarkis, Teheran, 25. Dezember 2015

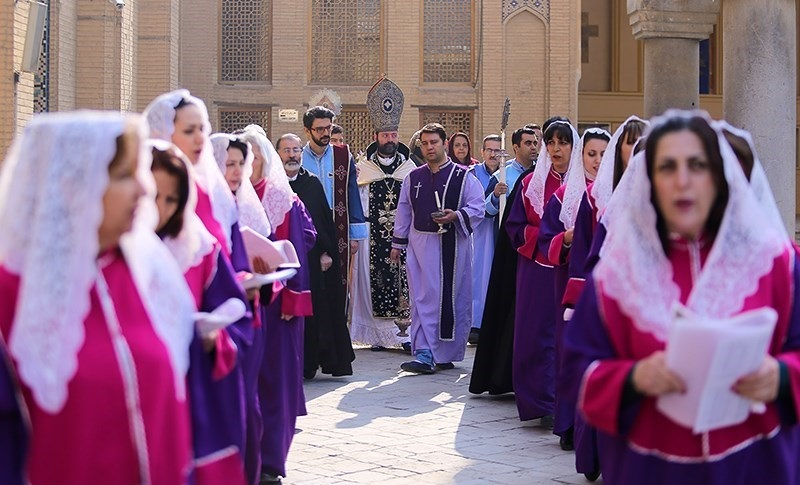
Neujahrsfeier vor der Erlöserkathedrale zu Isfahan, 1. Januar 2018

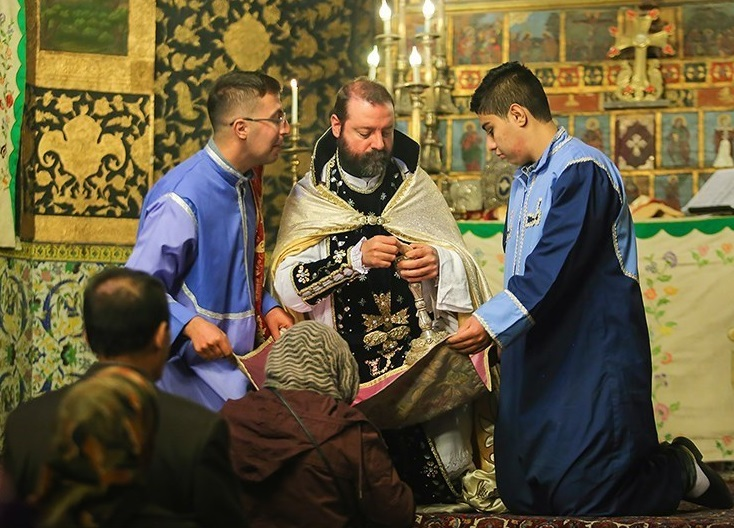
Eucharistie zu Neujahr, Erlöserkathedrale zu Isfahan, 1. Januar 2018

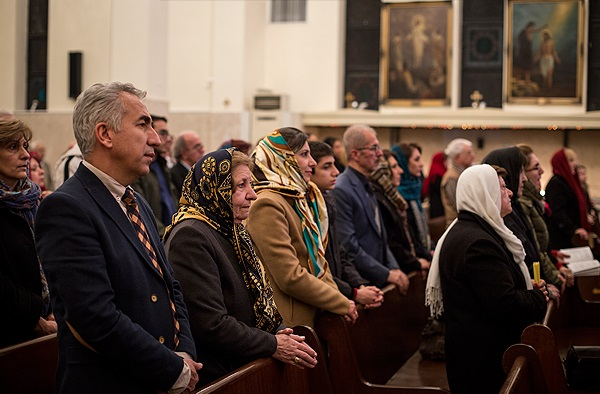
Neujahrsgottesdienst, St. Sarkis, Teheran, 1. Januar 2017

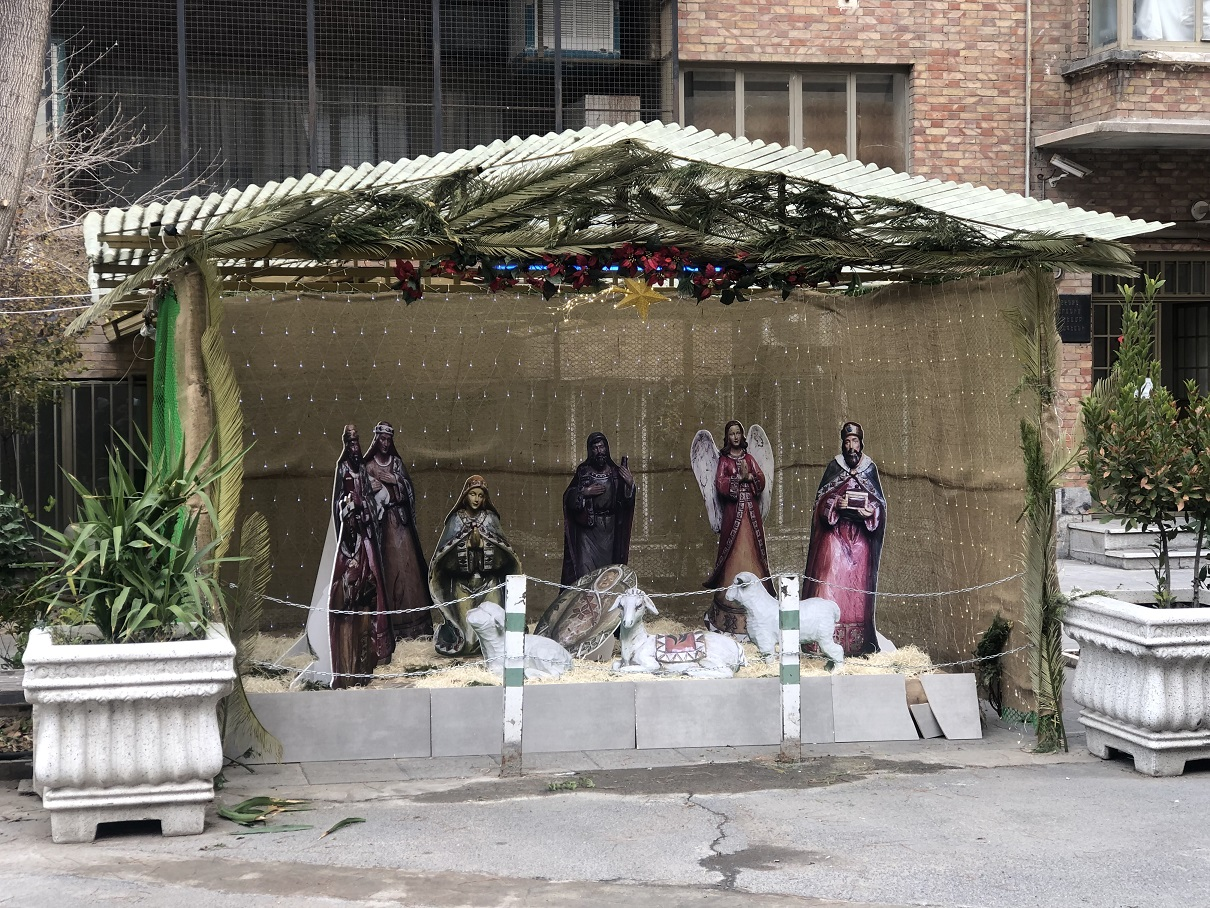
Krippe, Kirche der Heiligen Muttergottes, Teheran, Januar 2020

Das Christentum war im Iran bereits vor der Ankunft des Islam im Land verbreitet. Heute stellt das Christentum im Iran nur noch eine kleine Minderheit im mehrheitlich schiitisch-islamisch geprägten Land. Die christlichen Gemeinden im Iran gehören zu den ältesten christlichen Gemeinschaften weltweit. Während die traditionellen Kirchen einen Status als anerkannte religiöse Minderheit (Dhimma) haben, ist Abfall vom Islam in der heutigen Islamischen Republik Iran streng verboten, weshalb die neuen Kirchen und Christen mit muslimischer Abstammung verfolgt werden.
Christen im Iran sind mehreren Konfessionen bzw. Volksgruppen zuzuordnen. Dabei ist zwischen den traditionellen, entlang ethnischer Gruppen (Armenier, Assyrer) ausgerichteten Christen und bekehrten, protestantischen (meist evangelikalen) Christen zu unterscheiden. Als neues Phänomen gibt es im Iran die wachsenden Hauskirchen mit vorrangig evangelikal-protestantischem Hintergrund.

## Geschichte

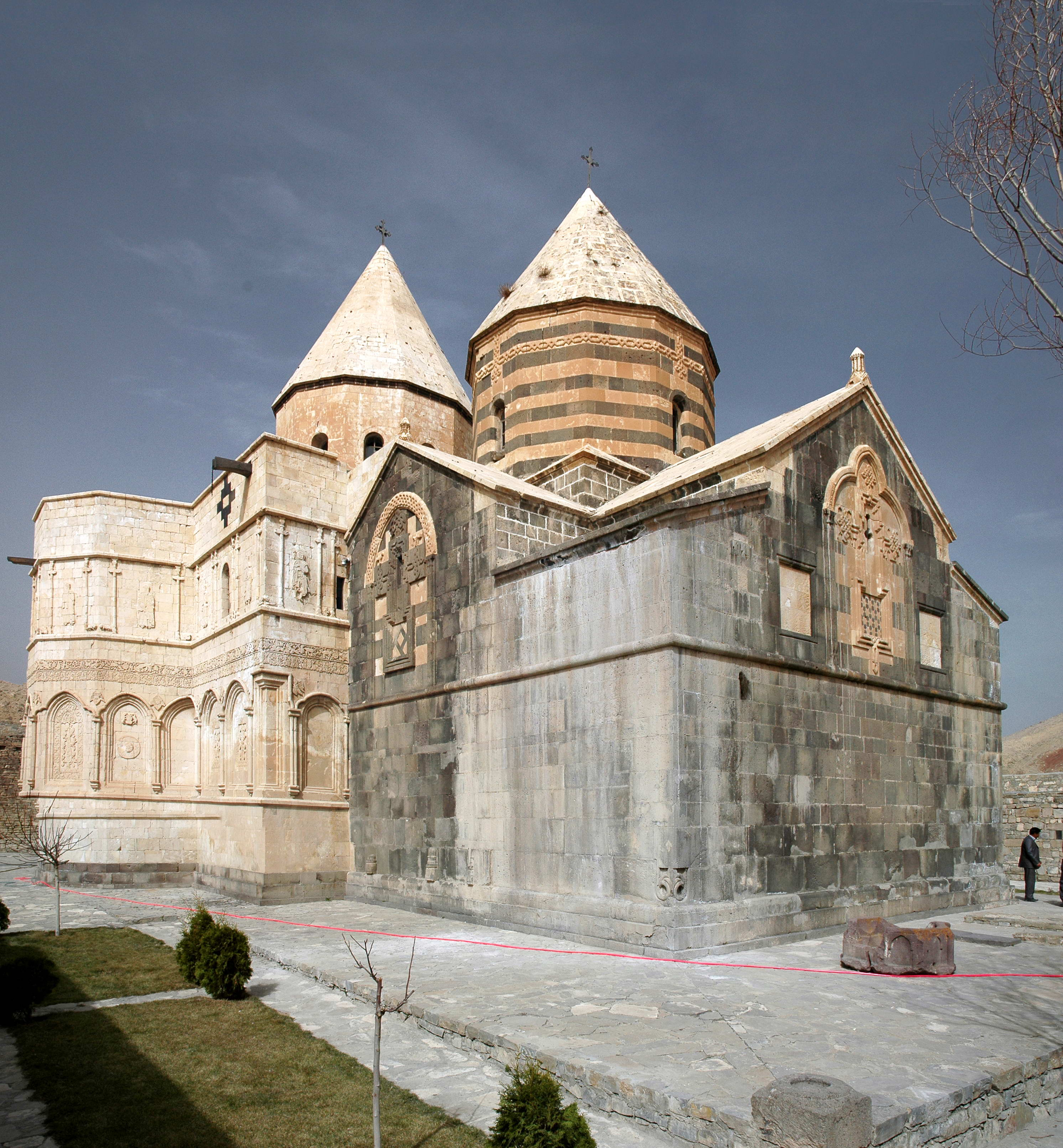
Das im Jahr 66 nach Christus errichtete Kloster Sankt Thaddäus in der Provinz West-Aserbaidschan, Nordwest-Iran

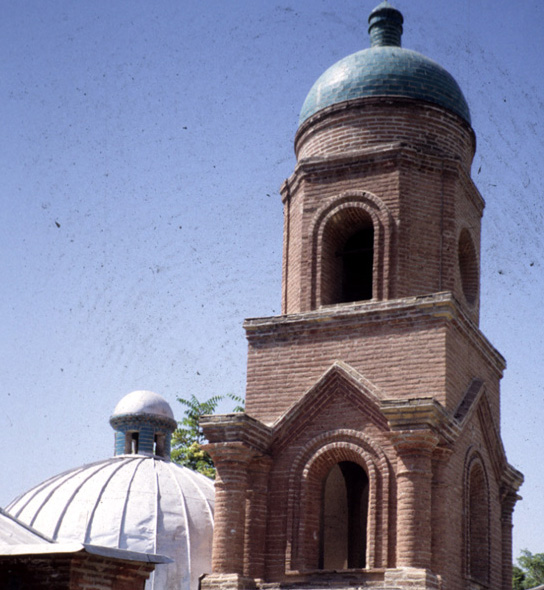
Russische Kirche in Qazvin

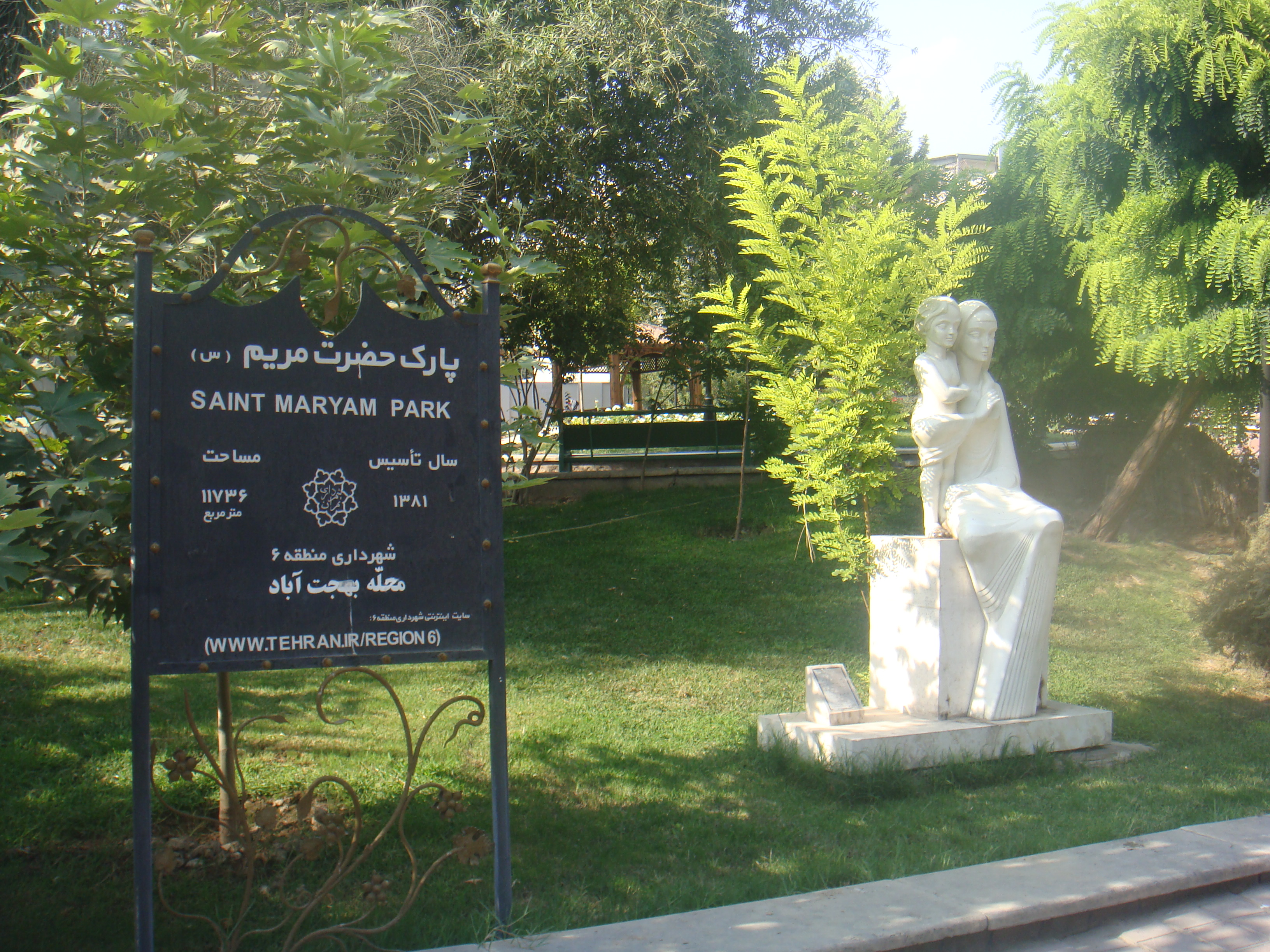
Marienpark in Teheran

Laut der Apostelgeschichte des Lukas waren Perser, Parther und Meder unter den ersten zum Glauben an Christus Bekehrten am Pfingsttag (Apg 2,9 ). Die christliche Mission im Iran begann mit der Syrischen Kirche, nach deren Schisma der Kirche des Ostens, die ihre Anfänge auf drei der zwölf Apostel – Thomas, Thaddäus (syrisch Mar Addai) und Bartholomäus – zurückführt. Das Christentum wurde somit in der Zeit des Partherreiches eingeführt, als mehrere Bistümer errichtet wurden. Nach der Überlieferung der Kirche des Ostens ist die Kirche Nane Maryam in Urmia, die von den Weisen aus dem Morgenland aus einem vorherigen zoroastrischen Feuertempel gebildet worden sein soll, nach der Geburtskirche in Bethlehem die zweitälteste Kirche der Welt. Zu den ältesten Kirchen des Iran zählen zudem zwei Kirchen der Armenier in jenen Gebieten im Nordwesten des Landes, die in der Antike zu Armenien gerechnet wurden, nämlich das Kloster Sankt Stephanos bei Dscholfa aus dem 9. Jahrhundert, wo nach der Überlieferung bereits 62 n. Chr. der Apostel Bartholomäus in der Zeit des Partherreiches einen Vorgängerbau gegründet haben soll, sowie das Kloster Sankt Thaddäus mit Gebäudeteilen aus dem 10. Jahrhundert bei Tschaldoran im iranischen West-Aserbaidschan, dem traditionell die Gründung durch den Apostel Thaddäus im Jahre 66 n. Chr. zugeschrieben wird. Die Mission der Syrischen Kirche erfolgte in syrischer Sprache, einer Variante der unter anderem im Westen des damals auch den heutigen Irak (mit dem Bischofssitz Seleukeia-Ktesiphon) umfassenden Persiens verbreiteten aramäischen Sprache, die auch von Jesus von Nazaret gesprochen wurde und von der es mit der Peschitta bereits früh eine Bibelübersetzung gab. Unter den ab 224 regierenden Sassaniden, die sich regelmäßig im Kriegszustand mit dem benachbarten Römisches Reich befanden, wurde der Zoroastrismus Staatsreligion. Nachdem der römische Kaiser Konstantin der Große 313 im eigenen Reich das Christentum legalisiert hatte und begann, es zu privilegieren, wurden durch den ab 325 herrschenden Schapur II. (gestorben 379) die Christen in Persien verfolgt. Um 340 führte Schapur II. eine doppelte Steuer für Christen ein. Diese Verfolgung endete im Jahre 424, als die Kirche in Persien ihre Unabhängigkeit von der römischen Reichskirche erklärte und somit ihre Bindung an Rom beendete. Somit kam es zum Schisma der christlichen Syrer in eine Syrisch-Orthodoxe Kirche (Miaphysiten, „Westsyrische Kirche“, auch „Jakobiten“) mit Sitz in Antiochien (Antakya) im Römischen Reich und eine in Persien tätige Kirche des Ostens (Dyophysiten, „Ostsyrische Kirche“, auch „Nestorianer“). Auf dem von Kaiser Theodosius II. einberufenen Konzil von Ephesos 431 verdammte die Reichskirche die dyophysitische Kirche des Ostens als Häretiker und setzte den Dyophysiten Nestorius als Bischof von Konstantinopel ab. 484 wiederum erklärte die Synode der Kirche Persiens in Beth-Lapat (heute Gundischapur) die Lehre des Nestorius als verbindlich. Nach dem Schisma der christlichen Syrer entwickelten sich mit den beiden Kirchen auch zwei Varianten und Schriften der syrischen Schriftsprache. Nach der Schlacht von Avarayr (451), in der zwar der armenische Heerführer Wardan Mamikonjan und die meisten seiner Soldaten fielen, aber auch die Perser schwere Verluste erlitten, und dem Vertrag von Nvarsak 484 gelang es den Armeniern in Persien, das Recht zur Ausübung ihres christlichen Glaubens durchzusetzen.
Ohne jemals Staatskirche zu sein und ohne dass es eine mehrheitlich christliche Bevölkerung gab, dehnte sich die Kirche des Ostens im Laufe des 5. Jahrhunderts von Persien nach Arabien und Indien aus und gründete dort Bischofssitze, ab dem 7. Jahrhundert auch in China. 637 wurde Persien von den Arabern für den Islam erobert, und die hier lebenden Christen der Kirche des Ostens wurden Dhimmi. Verheerende Auswirkungen für die Christen Persiens hatten die Raubzüge des mongolischen Heerführers Timur Lenk, der im 14. Jahrhundert die Kirche des Ostens fast auslöschte, so dass die überlebenden Christen sich in die Berge zwischen dem Vansee und dem Urmiasee zurückzogen. Urmia und die Dörfer an der Westseite des Urmiasees entwickelten sich im Iran zum Zentrum der syrischsprachigen Christen der Kirche des Ostens, die seit dem 19. Jahrhundert als Assyrische Kirche des Ostens bezeichnet wird.
Der erste Herrscher der Safawiden, Ismail I. Schah (1487–1534), setzte die Zwölfer-Schia als iranische Staatsreligion durch. Der schiitische Islam wurde mit dem später aufkommenden persischen Nationalismus ein wesentlicher Teil der nationalen Identität des Iran. 1551 kam es zur Spaltung der Kirche des Ostens, als sich ein Teil dieser Kirche mit Rom zusammenschloss und zur Chaldäisch-katholischen Kirche wurde, die auch in Persien präsent war.

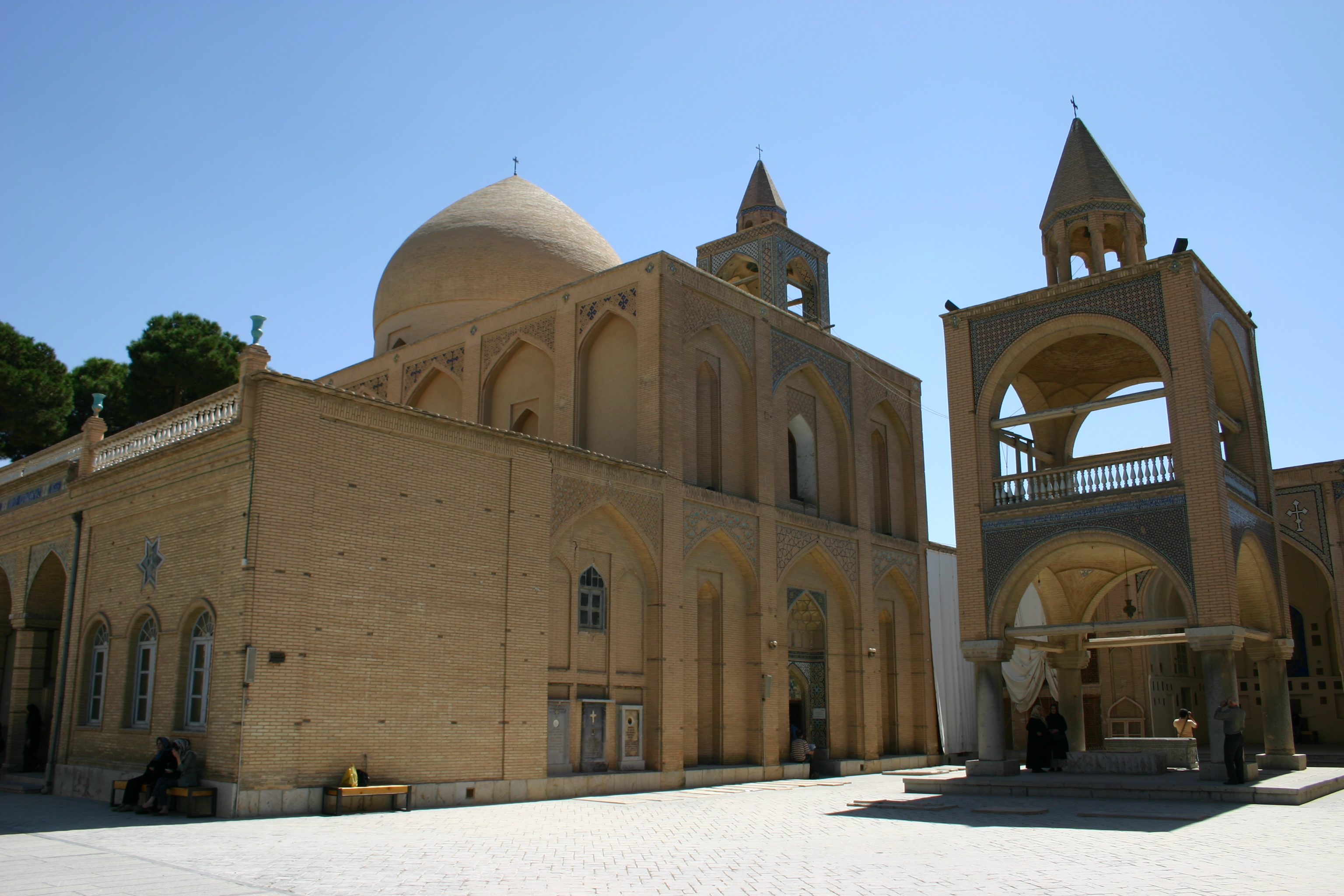
Armenische Erlöserkathedrale zu Isfahan, 2007 (fertig 1664)

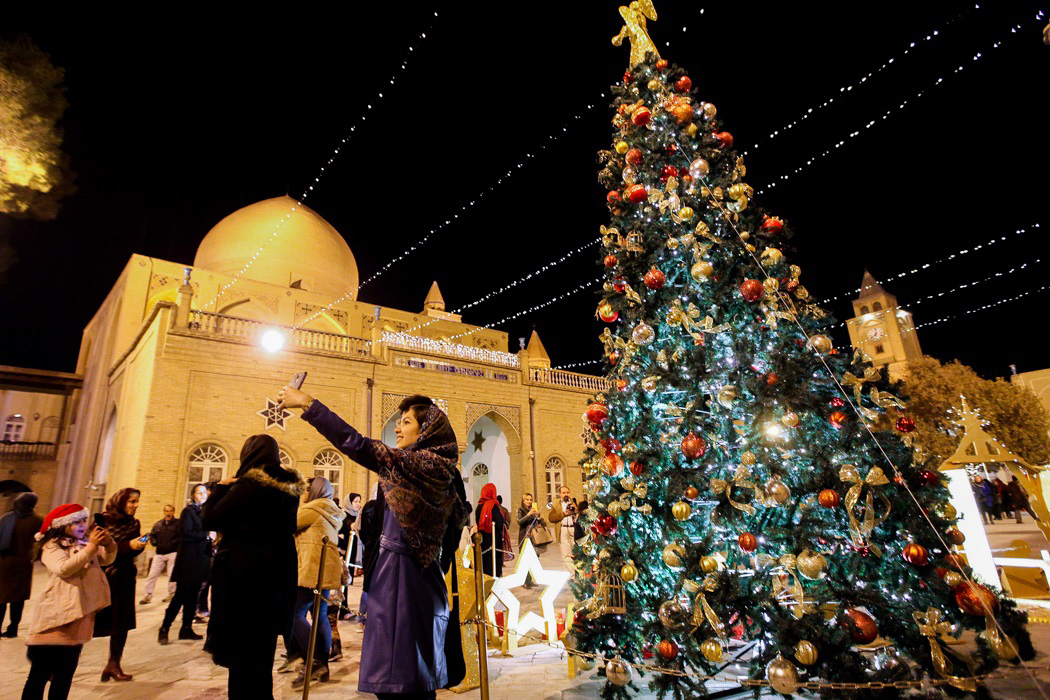
Weihnachtsfeier vor der Isfahaner Erlöserkathedrale, 2018

1604 ließ Schah Abbas I. die armenische Stadt Dschugha (Dscholfa), die er nicht gegen die Truppen des Osmanischen Reiches verteidigen konnte, niederbrennen und die rund 50.000 Einwohner in die persische Metropole Isfahan deportieren, doch kamen nur etwa 25.000 dort an. In Isfahan errichteten die Armenier ein neues christliches Stadtviertel mit 24 Kirchen einschließlich der 1664 fertiggestellten Kathedrale zum Heiligen Erlöser, das sie Nor Dschugha (Neu-Dscholfa) nannten und das bis heute das Wohnviertel der Isfahaner Armenier ist. In dieser Zeit gab es in der Metropole Isfahan auch syrische Christen der Syrisch-Orthodoxen Kirche von Antiochien. In einem Brief an Schah Abbas I. beklagt Papst Paul V. die den „Assyrer“ oder „Jakobiten“ genannten Christen in Isfahan vom Schah auferlegte Steuerlast, durch welche die Christen zum Verkauf selbst ihrer Kinder gezwungen würden. Schah Abbas war es auch, der in den 1620er Jahren portugiesische katholische Missionare aus dem Iran auswies und fünf zum Christentum konvertierte Perser hinrichten ließ. Versuche zweier deutscher evangelischer Missionare Mitte des 18. Jahrhunderts blieben gleichermaßen erfolglos. Der englische Missionar Henry Martyn vollendete dagegen 1812 eine Übersetzung des Neuen Testaments ins Persische und ließ diese über den britischen Botschafter an den Schah übergeben. Martyns persisches Neues Testament wurde von der russischen Bibelgesellschaft gedruckt und in Persien verbreitet. Nachdem Martyn 1812 mit 31 Jahren gestorben war, vollendete William Glenn aus Schottland die persische Bibel, die 1846 gedruckt wurde. 1834 kam Justin Perkins mit seiner Frau aus den Vereinigten Staaten von Amerika in den Iran, um das Land für den christlichen Glauben zu gewinnen. Als Brückenglied hierfür sah er die Assyrer der Kirche des Ostens, über die erst kurz zuvor in Europa berichtet worden war. Auf die westliche Missionstätigkeit bei den Assyrern reagierten benachbarte Kurden und Türken feindselig. In den 1840er Jahren griffen sie die Assyrer an, die Gegenwehr leisteten. 10.000 Menschen kamen durch die Feindseligkeiten ums Leben. Ablehnend auf die ausländischen Protestanten reagierte angesichts dieser Erfahrungen auch der assyrische Klerus, dessen Bischof 1846 einen Unvereinbarkeitsbeschluss erließ. Assyrische Anhänger der protestantischen Lehre gründeten daraufhin eine eigene Kirche, die Presbyterianische Kirche im Iran, die nicht mehr dem assyrischen Bischof, sondern der presbyterianischen Missionsgesellschaft in den USA verantwortlich war. Ende des 19. Jahrhunderts gab es im Iran 6000 assyrische Presbyterianer in 25 Gemeinden. 1870 begannen die Anglikaner mit Robert Bruce ihre Mission in Isfahan. Sowohl die Presbyterianer als auch die Anglikaner erreichten viele assyrische und einige armenische Christen, jedoch nur sehr wenige Muslime.
Um 1900 machten die Christen in Urmia knapp die Hälfte der Bevölkerung aus. 1898 führten die Bemühungen russischer Missionare dazu, dass das assyrische Bistum in Urmia die Union mit der Russisch-Orthodoxen Kirche einging. Im Gegenzug wurde die assyrische Kirche Nane Maryam zu einer modernen Kathedrale im russischen Stil mit Zwiebeltürmen ausgebaut. Im Ersten Weltkrieg marschierten osmanische Truppen in Urmia ein und massakrierten die assyrischen und armenischen Christen, soweit sie nicht geflohen waren. Nach Kriegsende kehrte nur ein Teil der christlichen Flüchtlinge unter Vermittlung der iranischen Regierung nach Urmia zurück. Während des Völkermords durch das Osmanische Reich im Jahr 1918 kam etwa die Hälfte der iranischen Assyrer ums Leben; besonders verheerend war der Verlust unter dem assyrischen Klerus, von dem rund 80 Prozent getötet wurden. Urmia verlor hierdurch seine Rolle als „Hauptstadt“ der iranischen Assyrer. Zahlreiche Christen aus Urmia flohen vor den türkischen Massakern nach Teheran. In den folgenden Jahrzehnten und auch nach dem Zweiten Weltkrieg setzte sich die Landflucht der Assyrer insbesondere nach Teheran weiter fort. Hier lebten nach Schätzungen zeitweise 50.000 Assyrer, wobei in diese Zahl Chaldäer und assyrische Protestanten eingeschlossen sind. Während so die assyrische und armenische christliche Bevölkerung Irans durch die Massaker der Türken schwere Verluste erlitt, kamen auf umgekehrtem Weg auf der Flucht vor dem Völkermord zehntausende Assyrer und Armenier nach Persien und ließen so die christliche Bevölkerung des Landes anwachsen.
Nach der Einführung eines parlamentarischen Systems durch die Konstitutionelle Revolution im Jahre 1906 erhielten die iranischen Juden, Zoroastrier und Christen feste Sitze im iranischen Parlament und wurden als Minderheitsreligionen anerkannt. Die verfassungsmäßige Anerkennung der Minderheitsreligionen wurde auch nach der Islamischen Revolution im Jahr 1979 beibehalten. So waren christliche Eheschließungen auch nach 1979 weiter möglich. In anderen Bereichen des Lebens waren die Christen durch die Islamisierung des zuvor säkular ausgerichteten Rechtssystems dem islamischen Recht unterworfen, weshalb in den 1980er- und 1990er-Jahren viele das Land verließen. Die Unzufriedenheit besonders der Mittelklasse des Irans führte andererseits zu einer inneren Abwendung vom Islam, was die Grundlage für ein einsetzendes Wachstum der illegalen evangelikalen Hauskirchen ab den 1990er Jahren war, trotz Verfolgung durch die Islamische Republik.

## Konfessionen

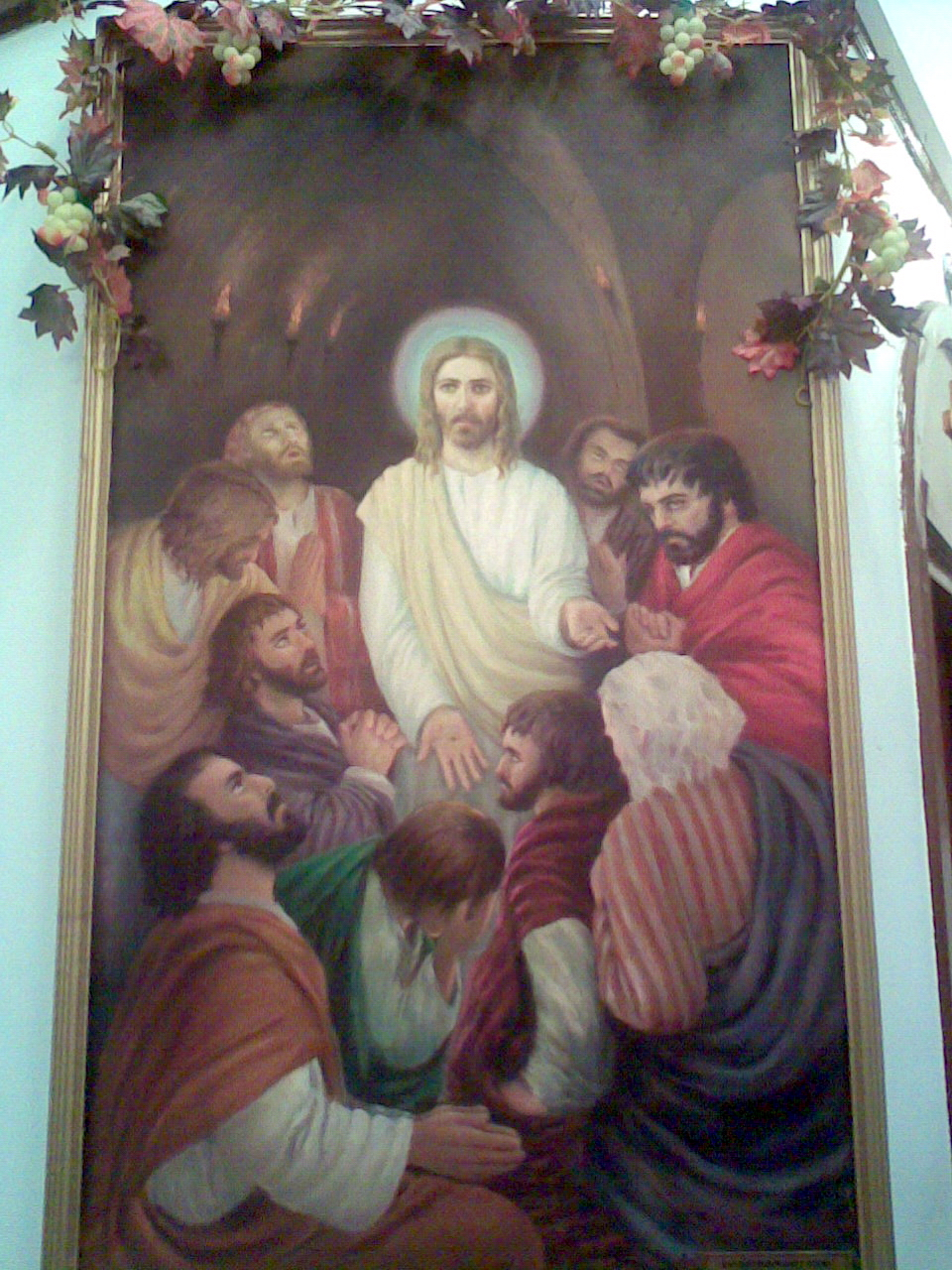
Um Ihn geht es. Einer wollte es zuerst nicht glauben, doch wurde er später noch ein wichtiger Verkünder des Glaubens in Persien. Friede sei mit euch! (Joh 20,19–29 EU). Gemälde aus der armenisch-apostolischen Kirche St. Wartananz in Teheran

Den traditionellen Kirchen gehören die Volksgruppen der Armenier und der Assyrer an, mehrheitlich der jeweiligen autokephalen Kirche – die Armenische Apostolische Kirche mit Armenischem Ritus in Armenischer Sprache und die Assyrische Kirche des Ostens (bis ins 19. Jahrhundert schlicht „Kirche des Ostens“) mit Ostsyrischem Ritus in Ostsyrischer Sprache. In beiden autokephalen Kirchen gab es ein Schisma, infolge dessen sich jeweils ein Teil der Kirche abspaltete und mit der römisch-katholischen Kirche eine Union einging. Bei den Armeniern im Iran war dies nur ein kleiner Teil der Kirche, der nun die armenisch-katholische Kirche wurde, während ab dem 16. Jahrhundert ein großer Teil der Assyrer zur chaldäisch-katholischen Kirche übertrat und somit zu Chaldäern wurde. Die traditionellen Kirchen, namentlich die Armenische Apostolische Kirche, verstehen sich als Nationalkirchen, missionieren nicht außerhalb ihrer ethnischen Gruppe und sind deshalb für persischsprachige Konvertiten mit muslimischem Hintergrund nicht offen. Sie wollen auch selbst keine Gläubigen an evangelikale Kirchen verlieren. So äußerte sich etwa der armenisch-apostolische Erzbischof von Teheran Sepuh Sargsjan am 20. Mai 2002 scharf ablehnend über die Praxis einiger „protestantischer Sekten“, Muslime oder Armenier zur Konversion zum Protestantismus zu bewegen. Deshalb werden sie anders als die protestantischen Kirchen von der iranischen Führung nicht als Gefahr angesehen. Sie haben in der Islamischen Republik Iran im Gegensatz zu neu entstandenen Kirchen vom Gesetz her das Recht darauf, den christlichen Glauben in ihren Kirchen zu praktizieren und eigene Schulen zu unterhalten. Sie wählen drei Vertreter ins iranische Parlament (Madschles): einen für die Christen des Ostsyrischen Ritus (Assyrer und Chaldäer), einen für die armenischen Christen im Nordiran (Bistümer Teheran und Täbris) und einen für die armenischen Christen des Südirans (Bistum Isfahan). Die Juden und Zoroastrier wählen jeweils einen der insgesamt 290 Abgeordneten, während die übrigen 285 Abgeordneten Muslime sind und von der muslimischen Mehrheitsbevölkerung gewählt werden. Es gibt mindestens 600 Kirchen im Iran – großenteils armenische und assyrische beziehungsweise chaldäische –, doch nur ein kleinerer Teil von ihnen wird noch genutzt. In Teheran waren 25 Kirchen im Jahre 2009 registriert. Nach offiziellen Volkszählungen machten alle Christen des Iran zusammen im Jahre 1976, als die größte Anzahl ermittelt wurde, 168.593 Menschen aus, während die Zahl 2006 auf 109.415 gefallen war und bis 2011 wieder – etwa proportional zur Gesamtbevölkerung – auf 117.704 gestiegen war. In diese Zahlen sind jedoch nicht die vom Islam zum Christentum Konvertierten inbegriffen, denn diese werden von der Islamischen Republik nicht anerkannt. Bei der Volkszählung von 2011 wurden nur Armenier und Chaldo-Assyrier zu den Christen gezählt. Die einheimischen protestantischen Kirchen gehen auf die Mission vor allem US-amerikanischer und britischer Missionare seit dem 19. Jahrhundert zurück. Da diese Kirchen offen sind für Menschen muslimischen Hintergrunds, Mission teilweise auch offensiv betreiben und enge Beziehungen zu ihren Schwesterkirchen in den USA und Großbritannien haben, werden sie verfolgt. Neben den historisch verwurzelten Kirchen gibt es im Iran zunehmend inoffizielle evangelikale Gemeinden persischsprachiger Christen muslimischer Herkunft. Aufgrund dieser neueren Entwicklung schätzt die christliche Hilfsorganisation „Open Doors“ die Gesamtzahl der Christen im Iran auf 475.000.

### Kirchen des Armenischen Ritus

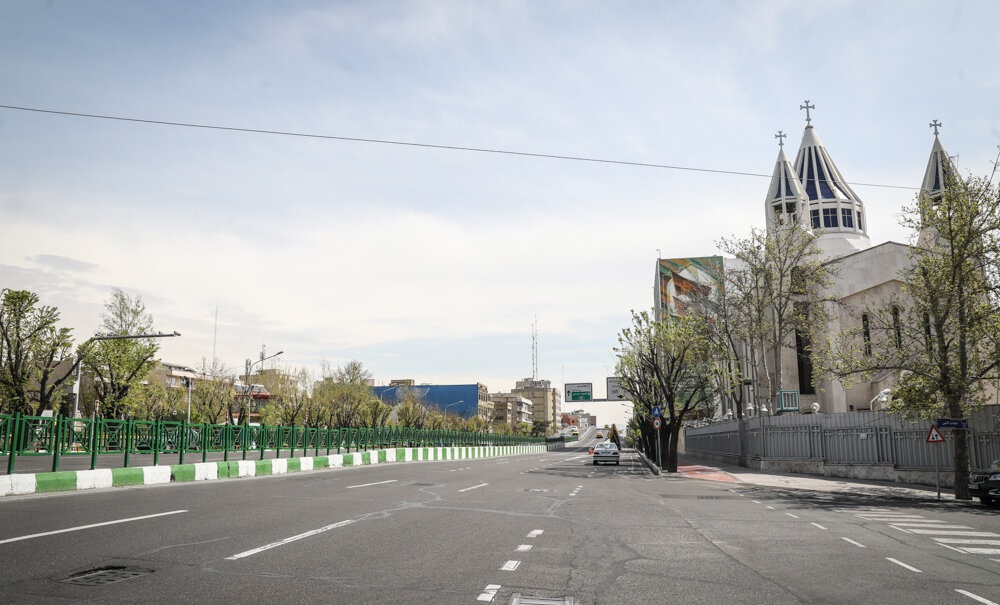
Kirchen in Iran sind den Bauvorschriften gemäß eher unauffällig und von der Straße nicht gut zu sehen – dies gilt allerdings nicht für die Teheraner St.-Sarkis-Kathedrale (Bild von 2020).

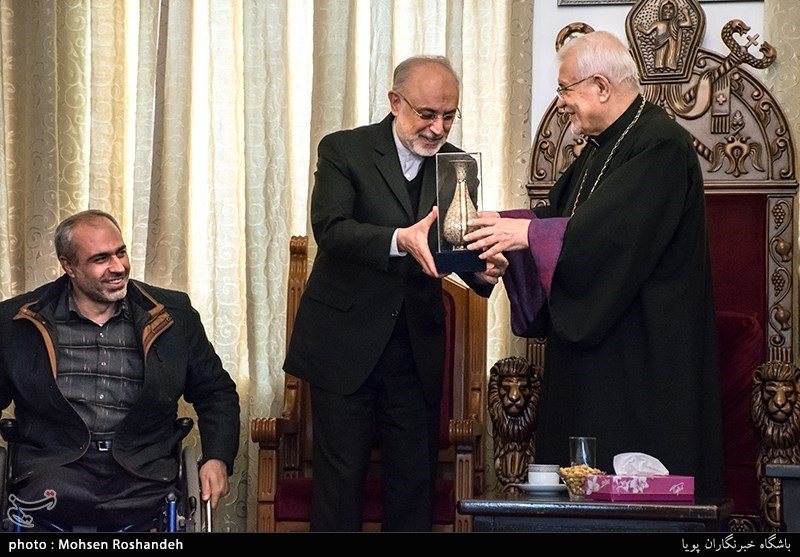
Wohlstand der armenisch-apostolischen Gemeinde durch Kooperation mit der Islamischen Republik: Erzbischof Sepuh Sargsjan und der Leiter der iranischen Atomenergieorganisatione (AEOI), Ali Akbar Salehi, am 22. Februar 2019.

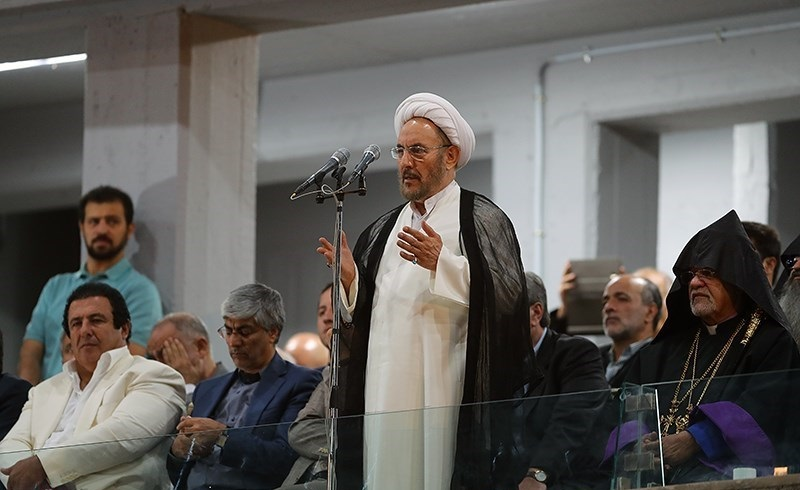
Eröffnungsfeier der Pan-Armenischen Spiele im Teheraner Ararat-Stadion am 13. September 2016: Hassan Rohanis Berater Ali Younesi (Mitte) und Erzbischof Sepuh Sargsjan (rechts)

Die größte christliche Gemeinschaft im Iran bildet die Armenische Apostolische Kirche, die hier drei Bistümer hat: das Bistum Teheran mit Sitz in der Sankt-Sarkis-Kathedrale in Teheran, das Bistum Atrpatakan mit Sitz in der Marienkirche in Täbris und das Bistum Isfahan mit Sitz in der Kathedrale zum Heiligen Erlöser in Isfahan. Die Armenier im Iran sind mittlerweile überwiegend in städtischen Regionen konzentriert, vor allem in Teheran und Isfahan; kleinere Gemeinden gibt es in Täbris, Urmia, Arak und anderen Städten. Durch Auswanderung nimmt ihre Zahl beständig ab. Der armenisch-apostolische Erzbischof von Teheran Sepuh Sargsjan (Sebouh Sarkissian) gab 2007 als aktuelle Anzahl der iranischen Armenier unter Berufung auf die Nachrichtenagentur IRNA 100.000 Personen an, während es in früheren Zeiten „mehrere hunderttausend“ Armenier in den Grenzen des heutigen Irans gegeben habe. In einem Interview mit der iranisch-armenischen Tageszeitung Alik nennt Sargsjan im November 2016 eine „offizielle“ Zahl von 80.000. Die Armenische Apostolische Kirche pflegt ein gutes Verhältnis zur Islamischen Republik. Durch diese Kooperation konnte das armenische kulturelle Erbe im Iran weitaus besser erhalten und gepflegt werden als etwa in den Nachbarländern Türkei und Aserbaidschan, wo die meisten armenischen Kirchen zerstört wurden (Völkermord an den Armeniern). Auf Grund der Bemühungen des Täbriser Erzbischofs Nshan Topouzian und anderer armenischer Priester in Zusammenarbeit mit der iranischen Regierung wurden am 8. Juli 2008 drei alte Kirchenkomplexe der armenischen Diözese Atrpatakan unter dem Namen Armenian Monastic Ensembles of Iran („Armenische Klosteranlagen von Iran“) in das UNESCO-Weltkulturerbe aufgenommen: das Kloster Sankt Thaddäus, das Kloster Sankt Stephanos und die Kapelle von Dsordsor. Auch sind die armenischen Christen keinem Terror ausgesetzt wie die christlichen Gemeinden im Irak und in Syrien von Seiten der bewaffneten Opposition. So brachte etwa Erzbischof Sepuh Sargsjan im November 2016 seine Sorge über extremistische, islamistische Bewegungen im Mittleren Osten zum Ausdruck, die das Leben der orientalischen Christen bedrohen, während es im Gegensatz dazu für die armenischen Christen in der Islamischen Republik Iran möglich sei, in Frieden zu leben. Die offizielle Politik der Segregation führt zu einer starken Stabilisierung der Armenier als separate ethnische Gruppe, so dass mancherseits gar vom „versteckten Segen“ der islamischen Revolution für die armenische Gemeinschaft im Iran die Rede ist. So gibt es weitgehende Endogamie, und kaum eine armenische Frau heiratet einen Muslim, während dies vor der Revolution häufiger der Fall war.
Die Armenisch-katholische Kirche verfügt im Iran über ein einziges Bistum, nämlich die Eparchie Ispahan, die trotz ihres Namens ihren Sitz in der Kirche des Heiligen Gregor des Erleuchters in Teheran hat. Die Eparchie Ispahan umfasst im Jahr 2017 etwa 150 Katholiken in einer einzigen Pfarrei. Im Jahre 1998 waren es noch 2200 armenische Katholiken gewesen.
Die Armenisch-Evangelische Kirche besitzt im Iran vier Gotteshäuser, alle in Teheran. Hauptkirche („Zentralkirche“) ist die Teheraner Johanneskirche. Hier wurden zu Zeiten des Pastors Tadewos Mikajelean auch Gottesdienste auf Persisch gehalten, seit dessen Ermordung durch Unbekannte 1994 jedoch nicht mehr. Die Kirche hat wenige hundert Mitglieder.

### Kirchen des Ostsyrischen Ritus

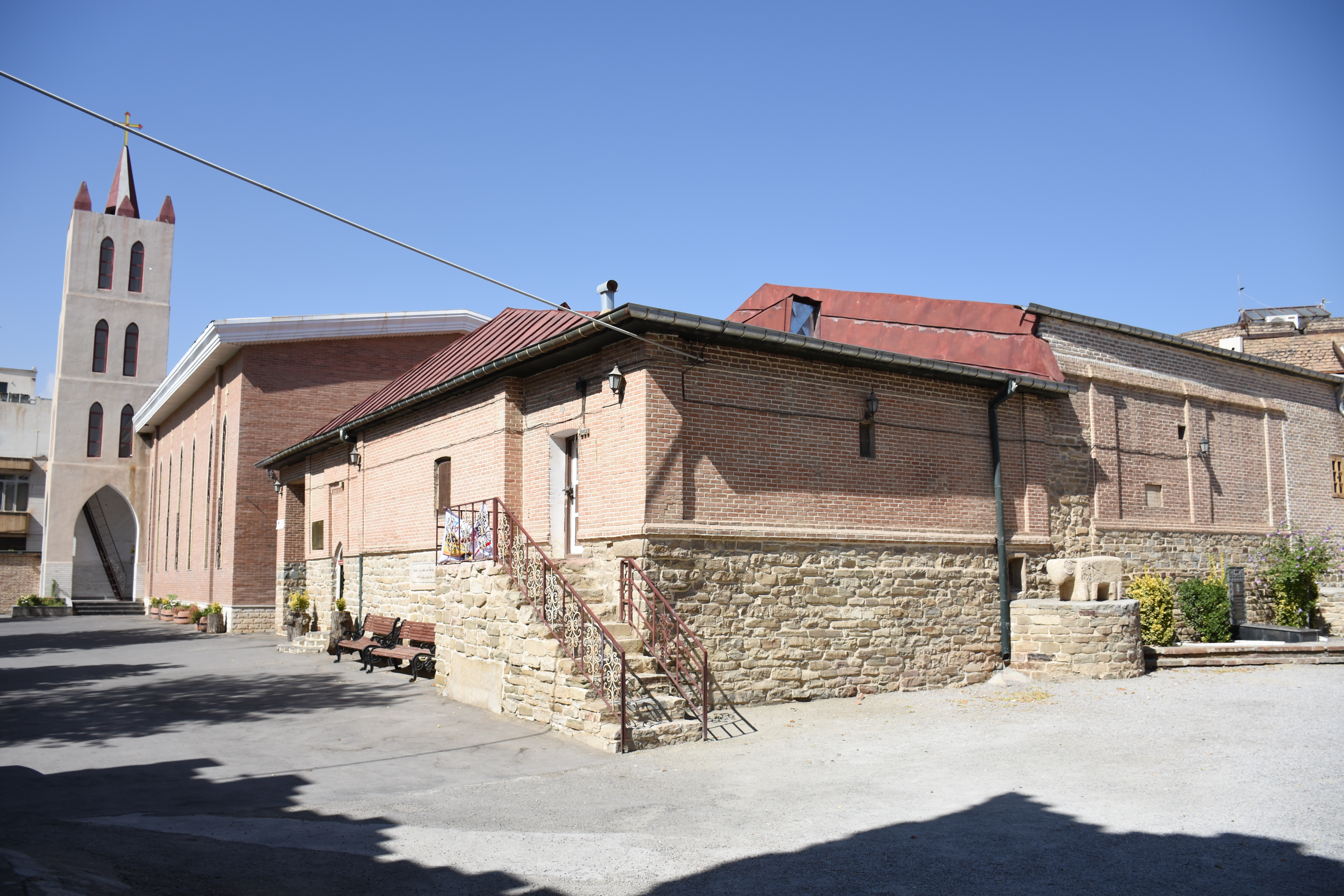
Assyrische Kirche Nane Maryam in Urmia, 2016

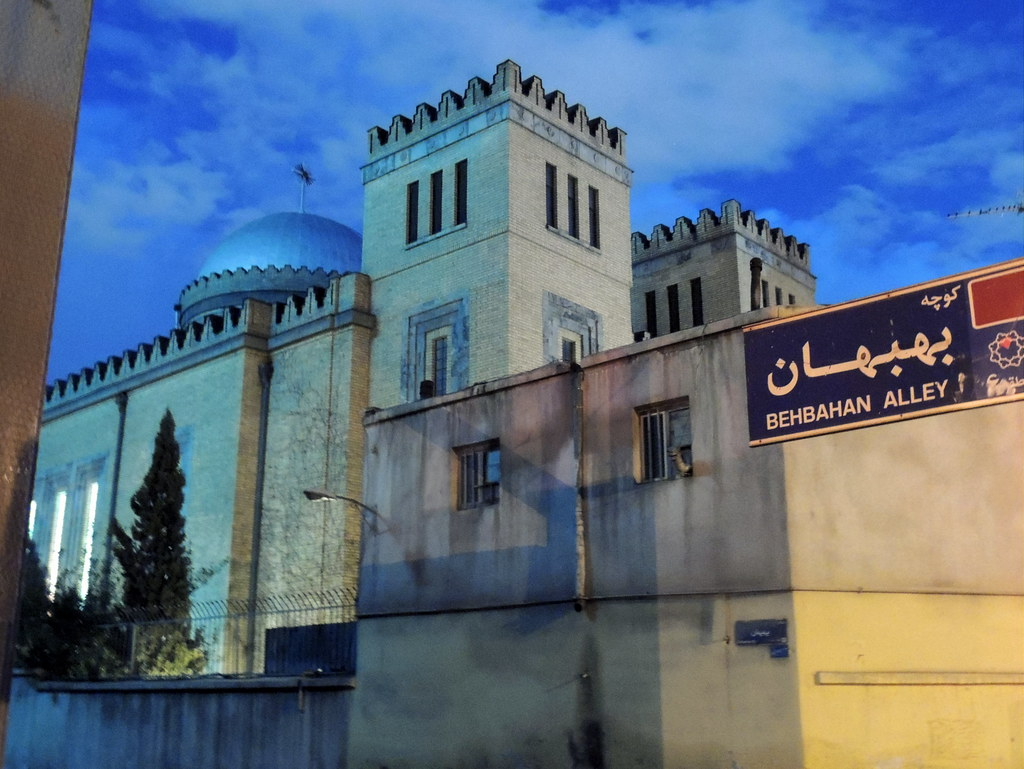
Chaldäisch-katholische Kathedrale St. Josef zu Teheran, 2019

Die Syrischen Christen des Ostsyrischen Ritus sowie die aus ihren Reihen hervorgegangenen Protestanten werden im Iran als Assyrer oder Chaldo-Assyrer zusammengefasst. Eine Mehrheit von ihnen ist inzwischen städtisch geprägt, obwohl es immer noch mehrere syrische Dörfer in der Gegend des Urmiasees gibt. Auch die Zahl der Assyrer, in die auch die Chaldäer und die assyrischen Protestanten einbezogen werden, nimmt durch Auswanderung stark ab. Im Jahre 1979 vor der Islamischen Revolution wurde ihre Zahl noch mit 200.000 angegeben, während im Jahre 1996 nur noch 32.000 offiziell gezählt wurden. Für das Jahr 2018 schätzte das US-Außenministerium unter Berufung auf die Assyrische Kirche des Ostens die Zahl der Assyrer und Chaldäer des ostsyrischen Ritus im gesamten Iran auf rund 7000.
Traditionell die größte Kirche des Ostsyrischen Ritus im Iran ist die autokephale Assyrische Kirche des Ostens, die lange Zeit ihren Schwerpunkt in Urmia hatte, deren Mitglieder heute aber mehrheitlich in Teheran leben. Sie hat heute im Iran noch ein einziges Bistum, das Bistum Iran mit Sitz in der Georgskathedrale in Teheran. In früheren Zeiten hatte die Kirche Nane Maryam in Urmia eine große Bedeutung als Bischofssitz.
Die mit Rom unierte Chaldäisch-katholische Kirche hat im Iran drei Erzbistümer. Die Erzeparchie Urmia mit Sitz in der Kathedrale der Heiligen Muttergottes in Urmia, die in Personalunion mit der nur noch sehr kleinen Eparchie Salamas verwaltet wird, hatte im Jahre 2017 etwa 1000 chaldäische Katholiken. Die Erzeparchie Teheran mit Sitz in der Kathedrale St. Josef in Teheran umfasste im Jahre 2017 rund 1700 Chaldäer. Die Erzeparchie Ahvaz hatte im selben Jahr in ihrer einzigen Pfarrei mit der Katholischen Kirche in Ahvaz noch 35 chaldäische Katholiken.

### Kirchen des Westsyrischen Ritus
Im Unterschied zum Irak spielen im Iran die Kirchen des Westsyrischen Ritus heute keine Rolle mehr, doch gab es vor dem 14. Jahrhundert mehrere bedeutende Bistümer der Syrisch-Orthodoxen Kirche von Antiochien. Eines war das Bistum Adarbaigan mit Sitz in Täbris. Weitere Bischofssitze gab es in Gorgan und in Sistan (Sidschistan) sowie in den heute zu Afghanistan gehörenden Städten Herat und Sarandsch. Unter Schah Abbas I. gab es auch in der damaligen Hauptstadt Isfahan syrisch-orthodoxe Christen.

### Lateinische Kirche

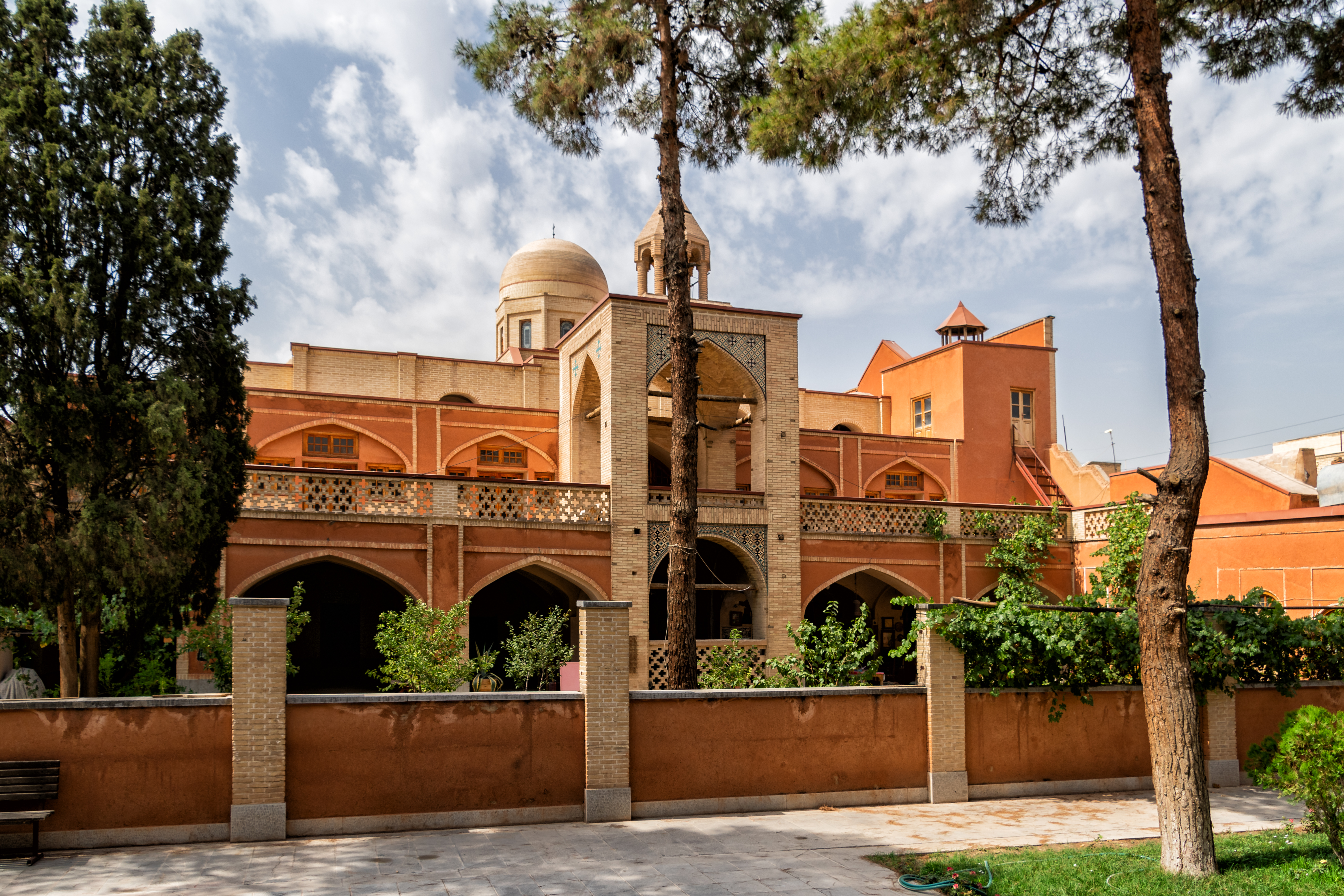
Kirche Unserer Lieben Frau vom Rosenkranz in Nor-Dschugha, Isfahan

Die römisch-katholische Kirche des Lateinischen Ritus hat im Iran ein Erzbistum, das Erzbistum Teheran-Isfahan. Eine kurzzeitige Präsenz der römisch-katholischen Kirche gab es bereits im 14. Jahrhundert in Soltaniye, der Metropole der Ilchane. In Isfahan sind die Dominikaner seit dem 17. Jahrhundert präsent, als sie hier im christlichen Stadtviertel Nor-Dschugha 1681 ihre katholische Kirche Unserer Lieben Frau vom Rosenkranz fertigstellten. Da es kein eigenes armenisch-katholisches Gotteshaus in Isfahan gibt, werden hier auch die wenigen armenischen Katholiken betreut. Die Kathedrale des bis Anfang 2021 so genannten Erzbistums Isfahan (seitdem Teheran-Isfahan), die 1944 fertiggestellte Kathedrale der Consolata, befindet sich dagegen – dem Namen zum Trotz – in Teheran. Die im Jahre 2019 hier lebenden etwa 2000 Katholiken kommen aus unterschiedlichsten Ländern. Das gesamte Erzbistum umfasste im Jahre 2017 etwa 7000 Katholiken. Wie die traditionellen einheimischen Kirchen führt auch die römisch-katholische Kirche keine Mission mehr unter den Muslimen des Iran durch.

### Protestantische, nicht ethnisch ausgerichtete Kirchen

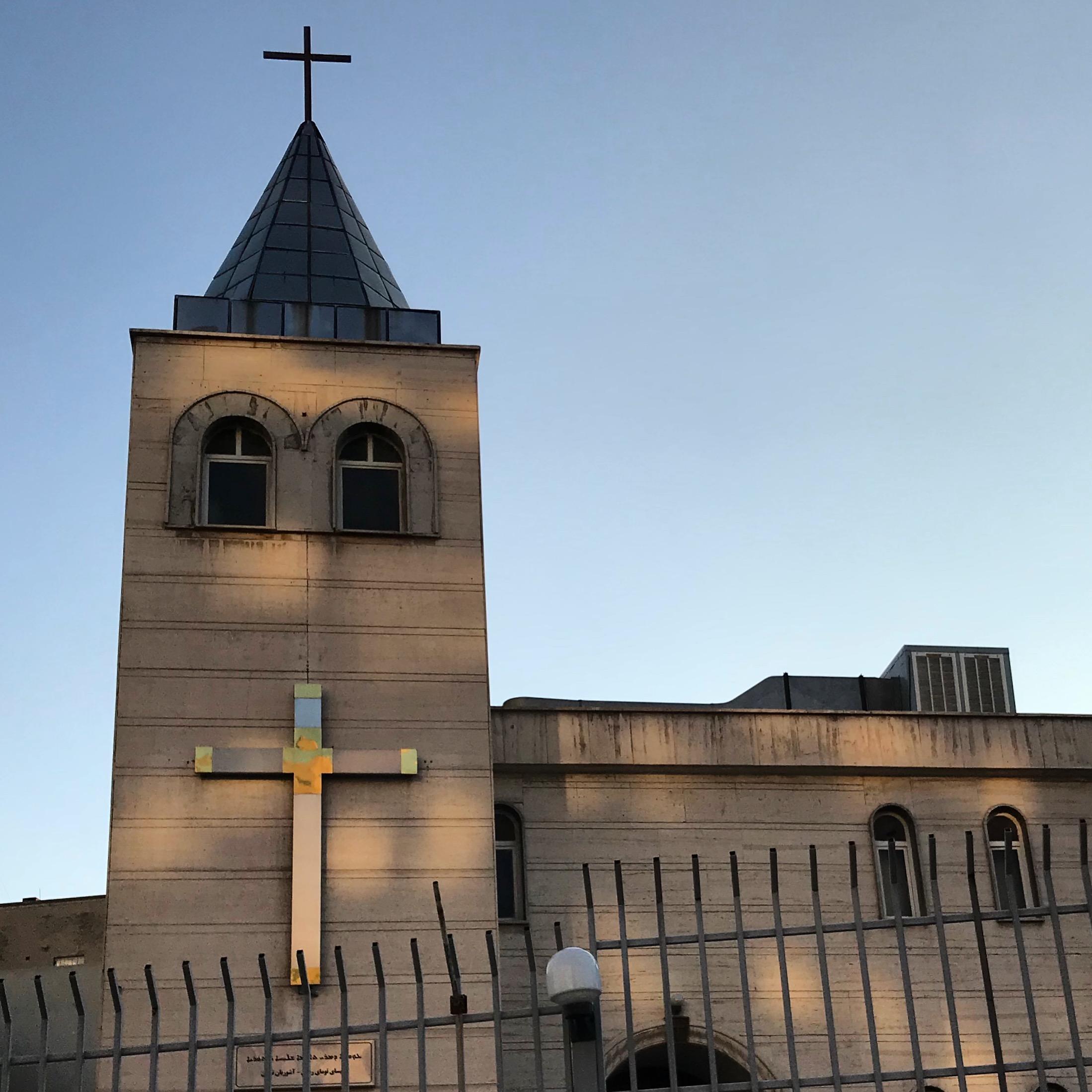
Schahrara-Pfingstkirche, Teheran, 2018 (geschlossen 2009)

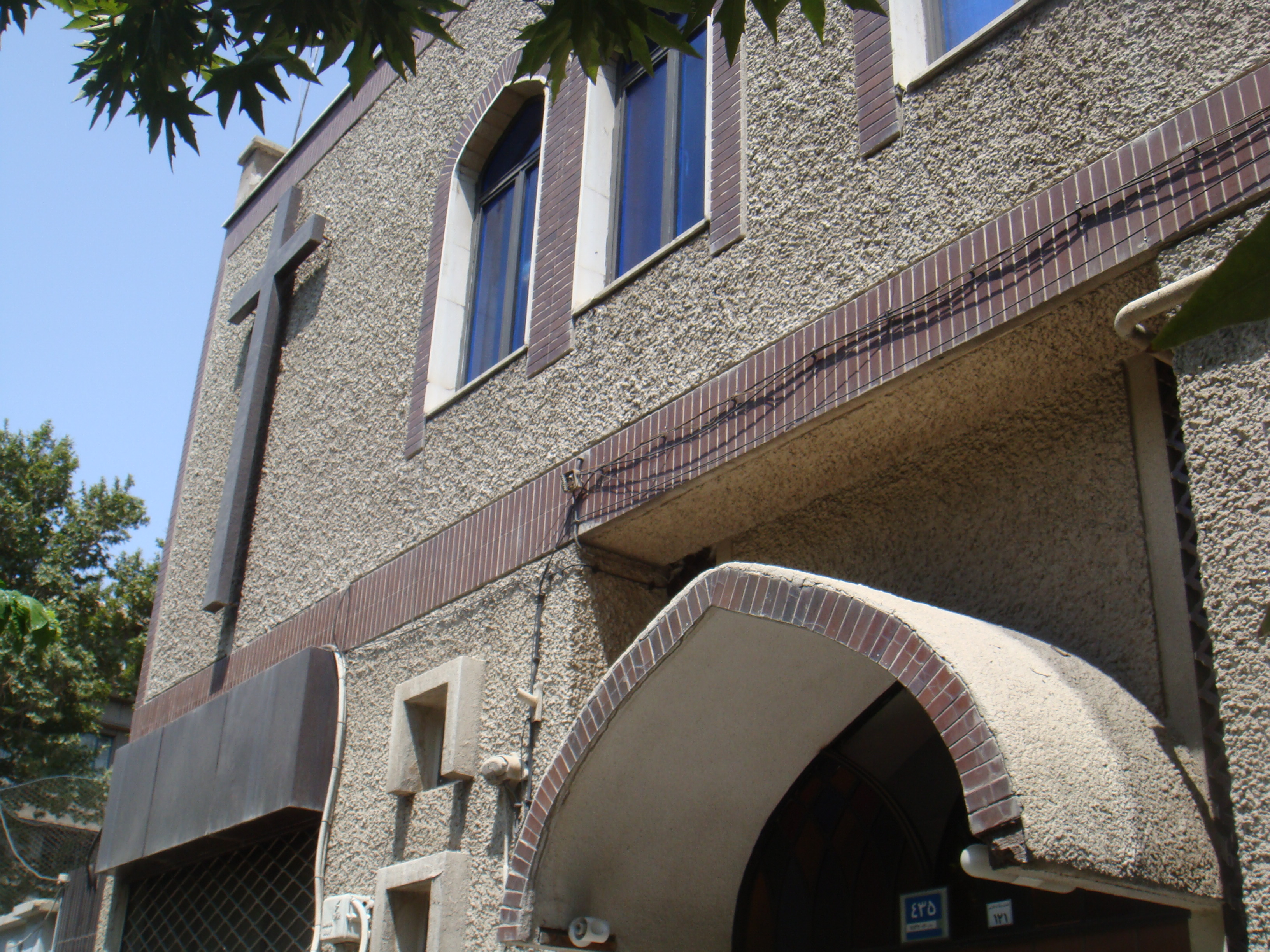
Hauptkirche von Dschama’at-e Rabbani an der Taleqani-Allee, Teheran, 2011 (geschlossen 2013)

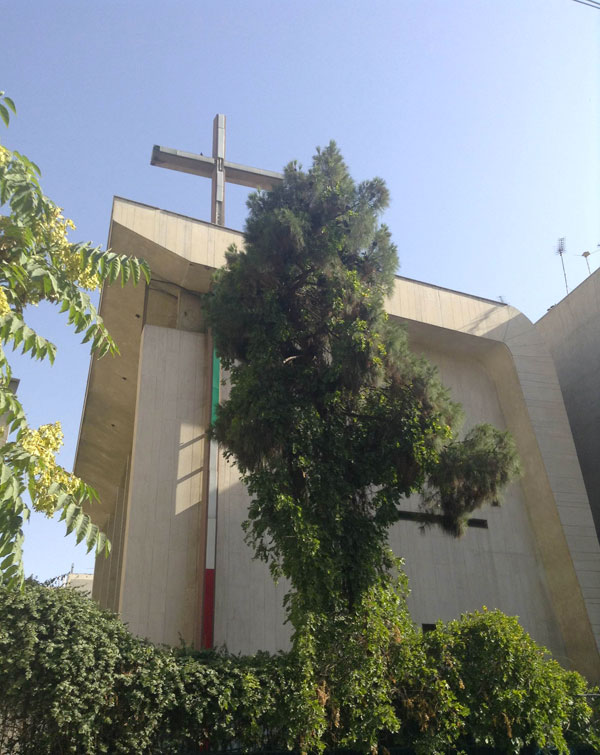
Assyrische Evangelische Kirche Mar Tuma in Teheran, 2014

Heute wird die Mission unter Muslimen ausschließlich von protestantischen, evangelikalen Kirchen durchgeführt. Da dies nach dem Recht der Islamischen Republik Iran illegal ist, sind diese protestantischen Kirchen ein wichtiges Ziel der Verfolgung durch den iranischen Staat. Von den sechs protestantischen Kirchen, die 1986 den Rat der Protestantischen Kirchen im Iran gründeten, betrieben drei aktiv Missionsarbeit, um Muslime für den Glauben an Jesus Christus zu gewinnen. Der Erfolg ihrer Arbeit war lange Zeit sehr begrenzt: Im Jahre 1987 gab es hierdurch im Iran etwa 500 Christen mit muslimischem Hintergrund. Die Kirchensprache dieser Gemeinden ist das Persische, das zwar die einzige Amtssprache und gleichzeitig die (vor dem aserbaidschanischen Türkisch) bei weitem am meisten gesprochene Sprache Irans ist, das jedoch nicht die Sprache der traditionellen Kirchen des Landes war. Um den Abfall der persischsprachigen Muslime vom Islam zu verhindern, unterbindet die Regierung persischsprachige Gottesdienste. Bis 2013 sind praktisch alle persischsprachigen Kirchen, also der Hauptteil der evangelikalen Kirchen Irans, von den Behörden geschlossen worden. Hierauf reagierten betroffene persische Christen mit der Gründung inoffizieller, schwer kontrollierbarer Hauskirchen. Die Unzufriedenheit besonders der iranischen Mittelklasse mit der autoritären Islamischen Republik wird als Grund dafür gesehen, dass immer mehr bisher muslimische Iraner Christen werden wollen – trotz Illegalität. Die Zahl der neuen, persischsprachigen evangelischen Christen wurde in einer Schätzung im Jahre 2013 mit 70.000 angegeben.
Die größte evangelikale Kirche des Iran ist Dschama'at-e Rabbani, der iranische Zweig der pfingstkirchlichen, in den USA stark vertretenen Versammlungen Gottes, mit denen sie enge Beziehungen unterhält. Dschama’at-e Rabbani entstand in Iran in den 1960er Jahren. Gab es vor der Islamischen Revolution nur eine sehr begrenzte Anzahl an ehemals muslimischen Konvertiten, so war gerade Dschama’at-e Rabbani in dieser Beziehung bereits vor 1979 erfolgreich. Als Besonderheit lehnen die meisten Evangelikalen im Iran den Lehrsatz der Dreieinigkeit ab. Der armenischstämmige Pastor Haik Hovsepian Mehr (1945–1994) und der aus einer muslimischen Familie stammende, als junger Mann Christ gewordene Pastor Mehdi Dibaj (1935–1994), der mehrere Jahre in Haft gesessen hatte, wurden 1994 von Unbekannten ermordet. Die Gotteshäuser von Dschama’at-e Rabbani wurden ab 2009 durch die Behörden geschlossen, als eines der letzten im Mai 2013 die Hauptkirche an der Taleqani-Allee in Teheran.
Eine weitere bedeutende protestantische Kirche ist die Evangelisch-Presbyterianische Kirche im Iran. Diese Kirche geht zurück auf die Tätigkeit presbyterianischer Missionare aus den USA unter den assyrischen Christen in Urmia ab 1834. Es entstanden etliche Gemeinden mit unterschiedlichem Hintergrund, die 1934 eine Synode als „autonome nationale iranische Kirche“ bildeten. Seit 1963 heißt diese Evangelisch-presbyterianische Kirche des Iran. Die Gottesdienste werden auf Persisch, Syrisch (Aramäisch) und Armenisch gehalten, und entlang dieser Sprachen ist die Synode strukturiert. Gemeinsame Sprache ist Persisch. Die wichtigsten Kirchen in Teheran sind die Evangelische Kirche St. Peter in Imam Chomeini und die Evangelische Immanuelkirche im Stadtteil Vanak. In Teheran gab es 2006 noch drei evangelische Kirchen mit persischsprachigen Gottesdiensten: Die presbyterianische Emmanuelkirche, die presbyterianische Kirche St. Peter und die Hauptkirche von Dschama’at-e Rabbani an der Taleqani-Allee. Diese drei hatten im Jahre 2006 weniger als 1000 registrierte Mitglieder.
Die Anglikanischen Kirchen begannen ihre Mission 1811 mit dem Bibelübersetzer Henry Martyn in Schiras. Ihr Schwerpunkt war der südliche Iran. Die Anglikanische Kirche im Iran verfügt über eine landesweite Diözese – die Diözese Iran –, deren traditioneller Sitz ursprünglich bei der St.-Lukas-Kirche in Isfahan lag. Diese wurde jedoch 1979 konfisziert. In Teheran befindet sich die anglikanische St.-Pauls-Kirche. Aufgrund der seit den Anfängen der Islamischen Republik geltenden Einschränkungen ist die anglikanische Gemeinde heute nur noch wenig öffentlich aktiv.
Die seit spätestens 1996 existierenden, inoffiziell arbeitenden evangelikalen Hauskirchen gelten seit der Schließung der letzten offiziellen persischsprachigen Kirchen als am schnellsten wachsende und inzwischen auch mitgliederstärkste christliche Gruppe im Iran. Nach Angaben von Mark Bradley gab es im Jahre 1987 im Iran 500 Christen mit muslimischem Hintergrund, im Jahre 2007 etwa 50.000 bis 100.000 und im Jahre 2014 rund 100.000 bis 370.000; Bradley zitiert für dieses Jahr aber auch eine sehr weit gehende Schätzung von 700.000. Aus diesen Zahlen schließt Bradley, dass der Iran die am schnellsten wachsende christliche Kirche der Welt habe.
Unabhängig von der tatsächlichen Größe dieser inoffiziellen Gemeinden wird ihre Bedeutung inzwischen auch von den iranischen Behörden wahrgenommen, wenn auch nur als Bedrohung, wie u. a. der Bericht des UNO-Sonderberichterstatters über die Menschenrechte im Iran aus dem Jahr 2014 feststellt.

### Diasporakirchen ohne Mission unter Muslimen

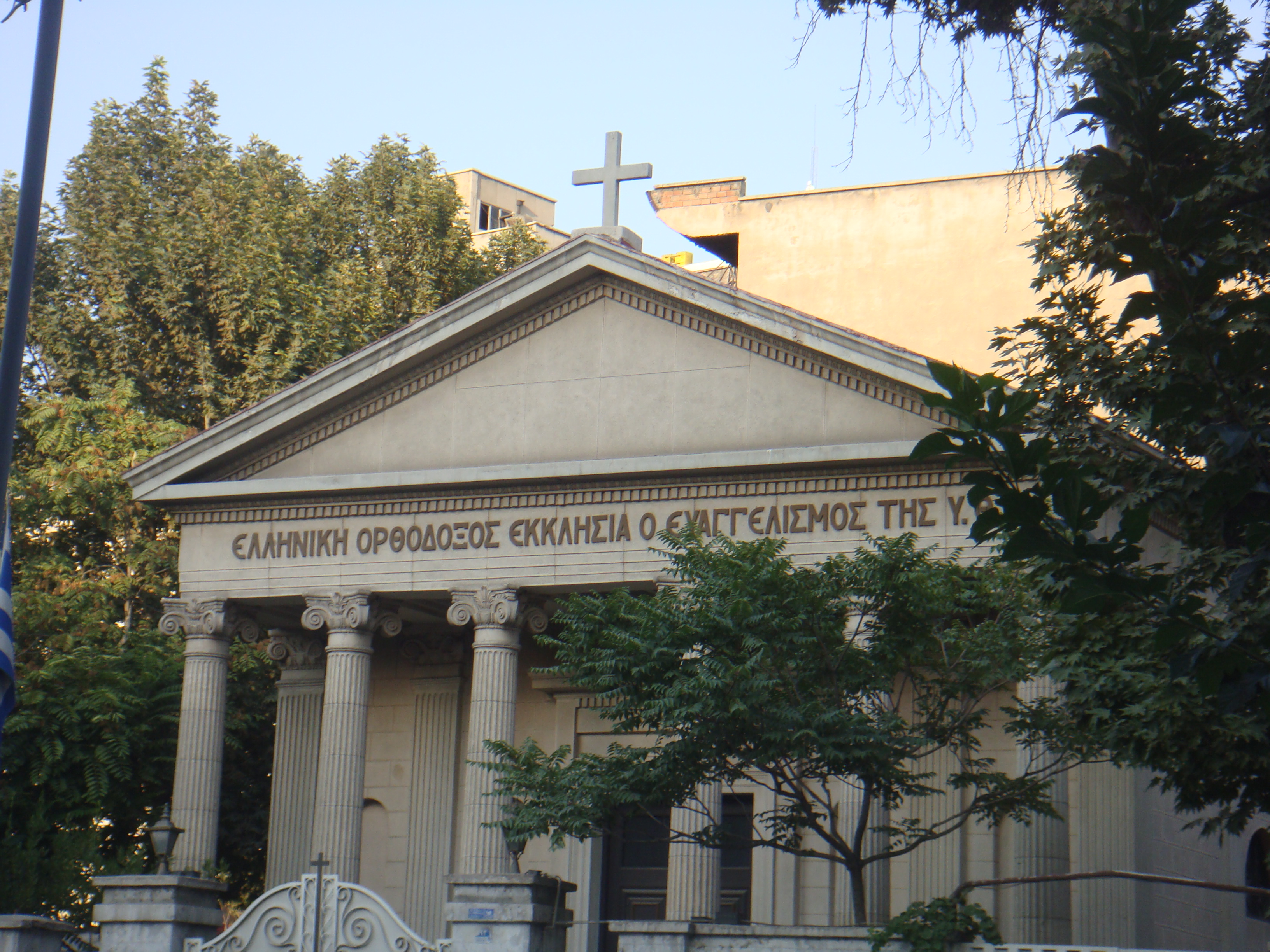
Griechisch-orthodoxe Marienkirche zu Teheran

Es gibt mehrere Kirchen im Iran, deren Mitglieder großenteils Ausländer sind. Eine von diesen ist die Deutsche Evangelische Gemeinde mit der Christuskirche im Stadtteil Gholhak, wo in den 1970er Jahren sehr viele Deutsche – Bundesbürger – wohnten und es auch eine Deutsche Schule gab, eine der größten westdeutschen Auslandsschulen.
Die Russisch-Orthodoxe Kirche missionierte seit Beginn des 20. Jahrhunderts im Iran und hatte dort 1917 etwa 50 Kirchen. Heute betreibt sie noch die Nikolaikirche in Teheran, die von den Russen der Stadt besucht wird. Wie die traditionellen einheimischen Kirchen führt auch die Russisch-Orthodoxe Kirche keine Mission mehr unter den iranischen Muslimen durch.
Die Griechisch-orthodoxe Kirche betreibt in Teheran, wo vor der Islamischen Revolution etwa 3000 griechische Staatsbürger lebten, ihre 1951 fertiggestellte Marienkirche.

## Allgemeine Situation der Christen im Iran

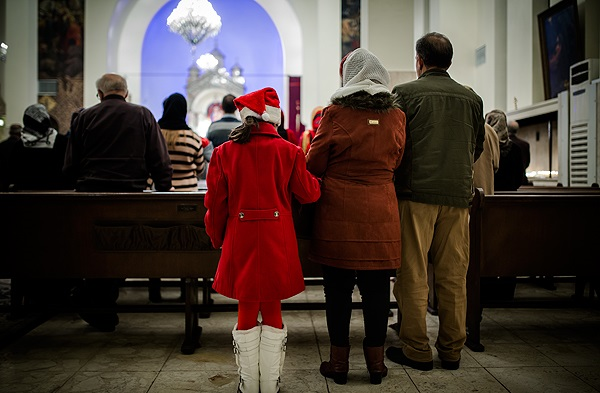
Weihnachtliche Folklore zum Neujahrsgottesdienst, St. Sarkis, Teheran, 1. Januar 2017

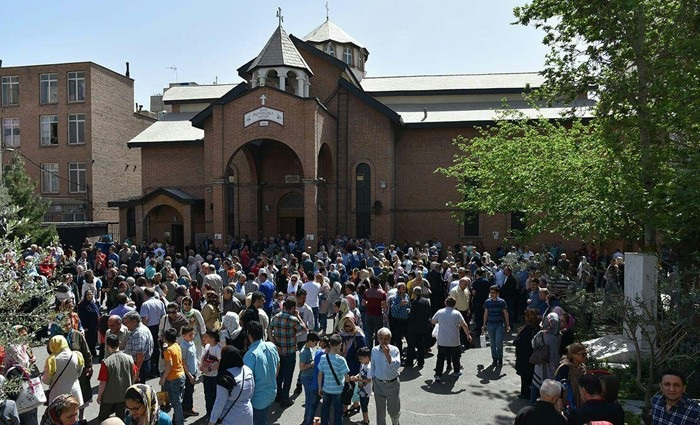
Zu den Kirchen kommen immer wieder aus gegebenen Anlässen viele Gläubige, nicht nur zu den regelmäßigen Gottesdiensten. So sind sie ein wichtiger Treffpunkt der Gemeinde. Hier die Gemeinde der armenisch-apostolischen Kirche der Heiligen Übersetzer (Targmantschatz) in Teheran, März 2018

In der Islamischen Republik Iran unterscheidet sich die Situation der traditionellen christlichen Kirchen, die keine Mission außerhalb ihre ethnischen Gruppe betreiben, erheblich von derjenigen der nach Maßgabe einer engen Auslegung des Missionsbefehls Jesu Christi (Mt 28,19–20 ) aktiv missionierenden protestantischen Kirchen. Kein Christ – egal welcher Kirche – oder Angehöriger einer anderen nicht-islamischen Religion kann Staatspräsident werden oder höhere Führungspositionen übernehmen, und Christen oder andere Nicht-Muslime sind beispielsweise auch zivilrechtlich, im Erbrecht oder als Zeugen gegenüber Muslimen benachteiligt. Der Besuch von Gottesdiensten wird regelmäßig vom Staat überwacht, der peinlich darauf achtet, dass diese nicht von Muslimen besucht werden, und so werden auch Mitgliederausweise und -listen eingefordert. Dieser staatliche Druck und die Benachteiligung gelten als erheblicher Faktor für die massive Auswanderung der Christen. Die in den traditionellen Kirchen organisierten Christen gehören jedoch ebenso wie die Juden und Zoroastrier zu den durch die Verfassung der Islamischen Republik Iran geschützten Religionen, während andere Religionen wie etwa die Baha’i nicht geduldet werden. Die traditionellen Kirchen, die – unter staatlicher Aufsicht – Schulen und Kultureinrichtungen unterhalten, haben auch unter diesen Bedingungen erhebliche Gestaltungsspielräume für ihr Gemeindeleben. Diejenigen Kirchen, die sich nicht an das Verbot der Mission unter Muslimen halten, also die evangelikalen Protestanten, werden dagegen direkt verfolgt. Deswegen verzichten diese Kirchen seit etwa 2006 auf offizielle Taufen neuer Christen, die von den Behörden registriert werden.